# Mark Džamastagič
Mark Dzamastagic (né le 1er février 1991 en Slovénie) est un coureur cycliste slovène.

## Palmarès sur route
- 2008
  - 2e de la Coppa Montes
- 2009
  - Coppa Montes
  - 2e du  championnat de Slovénie du contre-la-montre juniors
  - 2e du  championnat de Slovénie sur route juniors
- 2013
  - 4e étape du Rhône-Alpes Isère Tour
  - Trophée de la ville de San Vendemiano
  - 2e du ZLM Tour